# Ulrich Baumgartner (Kunsttischler)

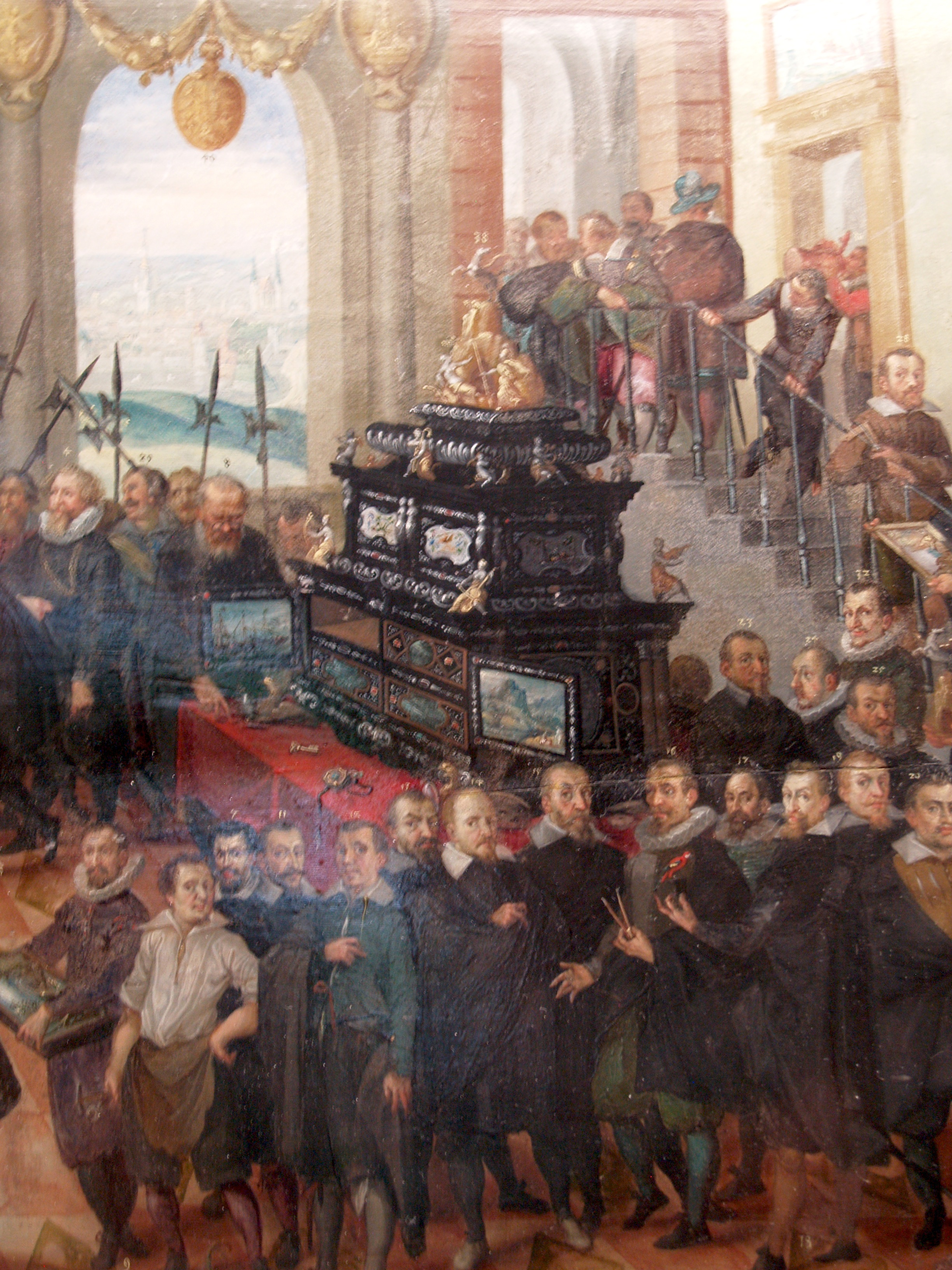
Anton Mozart: Die Übergabe des Pommerschen Kunstschranks an Herzog Philipp II. von Pommern (Ausschnitt), Ulrich Baumgartner ist die Person mit der Nr. 28 rechts auf der Treppe

Ulrich Baumgartner (* um 1580 in Augsburg; † 1652 ebenda) war ein deutscher Kunsttischler (Kistler).

## Leben
Ulrich Baumgartner wirkte in seiner Heimatstadt und gilt als der beste Augsburger Möbeltischler seiner Zeit. Er war spezialisiert auf die Herstellung von Kunstschränken (zu seiner Zeit Schreibtische genannt), die von Philipp Hainhofer vertrieben wurden. Seine Werkstatt wurde von seinem Sohn Melchior Baumgartner (1621–1686) weitergeführt. In der älteren Literatur wurde die Existenz Melchiors eher bestritten und von Oskar Doering als Namensfehlschreibung Ulrich Baumgartners durch Paul von Stetten gedeutet.

## Werke

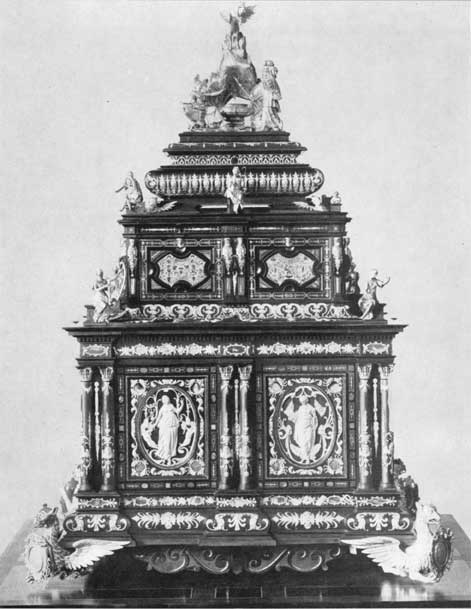
Pommerscher Kunstschrank

- 1611–1615: Pommerscher Kunstschrank (1945 verbrannt)
- 1619 (?), geliefert 1628: Kunstschrank bestellt von Erzherzog Leopold V. (Österreich-Tirol) als Geschenk für Großherzog Ferdinando II. de’ Medici, im Palazzo Pitti
- 1625/26-1631: Kunstschrank, Geschenk der Stadt Augsburg an König Gustav II. Adolf (Schweden), heute im Museum Gustavianum in Uppsala[4][5]